# Darrell Harris
Darrell Raymond Harris (Cleveland, 25 maggio 1984) è un cestista statunitense con cittadinanza polacca.